# Gigantactis watermani
Gigantactis watermani är en fiskart som beskrevs av Bertelsen, Pietsch och Lavenberg, 1981. Gigantactis watermani ingår i släktet Gigantactis och familjen Gigantactinidae. Inga underarter finns listade i Catalogue of Life.